# شبگرد دم‌چنگالی
شبگرد دم‌چنگالی (نام علمی: Macropsalis forcipata) نام یک گونه از تیره شبگردان است.